# 竜虎川上
竜虎 川上（りゅうこう かわかみ、1998年（平成10年）6月23日 - ）は、熊本県宇土市出身で尾上部屋に所属した元大相撲力士。本名は川上 竜虎（かわかみ りゅうこう）。身長182cm、体重124kg、血液型はB型。最高位は西十両12枚目（2019年7月場所）。
元小結・濱ノ嶋（尾上親方）は叔父であり、弟は竜翔、従兄弟は照寶らがいる。

## 来歴

### 大相撲入門前
相撲は5歳から地元の道場（宇土少年相撲クラブ）で始めた。道場にはのちに大関となる正代も通っており、共に汗を流した関係である。2006年8月に叔父の17代尾上（元小結・濱ノ嶋）が三保ヶ関部屋から分家独立して尾上部屋を興した後は、母親に連れられて部屋のパーティーに参加し夏休みを利用して部屋に遊びに行くこともあった。小学校5年生までは、相撲と並行して水泳とサッカーも習っていた。小学校高学年になると文徳高校へ出稽古に通うようになり、突き押し相撲を徹底的に叩き込まれて宇土市立鶴城中学校3年次には全国中学校相撲選手権大会と全国都道府県中学生相撲選手権大会の両方で優勝し、史上4人目の中学2冠を達成した。2013年12月に熊本市で大相撲の冬巡業が行われた時には関取と子供の稽古の時間に土俵に上がり、当時大関だった稀勢の里（のち第72代横綱）の胸を借り、稀勢の里に「幕下の力はある」と評価された。2014年2月には第69代横綱白鵬が主催する白鵬杯に出場し、「全く危なげない突き押し相撲」で中学の部を制して中学3冠となった。
中学校卒業後は、稽古をつけてもらった恩義のある文徳高校へ進学。1年次からレギュラー入りして2年次に全国選抜高等学校相撲弘前大会個人優勝、3年次に選抜高校相撲十和田大会個人優勝の実績を残しているが、左足首の骨折がありインターハイでは結果を残せなかった。

### 大相撲入門から十両昇進まで
高校卒業後は日本大学のスカウトを断って大相撲入りを決意し、叔父が師匠を務める尾上部屋に入門した。2017年1月場所で初土俵を踏み、同期生には一山本らがいる。序ノ口に上がった翌3月場所から、四股名を本名の姓名を逆にした「竜虎 川上」に改名した。序ノ口と序二段は各1場所、三段目は2場所で通過して同年11月場所で幕下に昇進。幕下でも2場所続けて5勝2敗で勝ち越したが、西幕下17枚目まで番付を上げた2018年3月場所で自身初めての負け越しを経験した。翌5月場所も負け越したが、7月場所を6勝1敗で勝ち越して再び番付を上げ、同年11月場所も6勝1敗で勝ち越して、2019年1月場所はいよいよ十両目前の西幕下2枚目まで番付を上げた。この場所は連敗スタートだったが、5日目に初めて大銀杏を結って十両の旭秀鵬に勝利すると4連勝とし、千秋楽には十両の蒼国来との事実上の入れ替え戦が組まれたが、これに敗れて十両昇進はならなかった。翌3月場所は西幕下筆頭になったが、4連敗スタートで早々に負け越しが決定。しかし5番目からは3連勝とし、3勝4敗と負け越しを最小限に留めた。続く5月場所は東幕下4枚目に番付を下げたが、初日の相撲を落としたのみの6勝1敗で、千秋楽に十両の青狼に勝って新十両昇進を濃厚にした。場所後の番付編成会議で、翌7月場所での新十両昇進が決まった。これを機に下の名を変える予定であったが、番付編成会議には間に合わなかった。以降も下の名は川上のまま通しており、再十両時にも改名することはなかった。

### 新十両昇進以降
2019年7月場所では自身が21歳で関取最年少であったが、2日目に当時関取最年長だった40歳の安美錦と19歳差の取組が組まれた。この取組に勝利して関取初白星を挙げたものの、安美錦がこの取組で負傷したため、取組後は安美錦のことが気になっていたという。しかし、安美錦本人から、尾上部屋付きの22代佐ノ山（元幕内・里山）を通じて「いい相撲だった。気にするな」と言われたことで立ち直り、「意地でも勝ち越さないといけない」と勝ち越しへの強い思いを口にした。なお、安美錦はこの取組の翌日から休場し、この場所中に現役引退したため、竜虎は安美錦にとって現役最後の取組相手ということになった。竜虎は3日目以降に自身以外に3人いた新十両力士全員と対戦するなどして6日目までは4勝2敗と白星を先行させていたが、7日目からは9連敗して最終的には4勝11敗と大きく負け越して場所を終えることになった。後半戦の連敗については「落ちることを意識しすぎて硬くなってしまった」と語った。翌9月場所は幕下からの出直しの場所になるはずだったが、右足首の負傷のため全休した。11月場所から土俵に復帰し、3場所連続で勝ち越したが、2020年3月場所終了時点では、尾上は「まだ怪我の影響が残っていた」と分析していた。5月場所の中止を挟み、7月場所は西幕下5枚目の番付で1勝6敗と負け越した。翌9月場所は西幕下20枚目で4勝3敗と勝ち越し、翌11月場所は「15枚目以内の全勝は十両に昇進」と定められた内規が適用されるぎりぎりの西幕下15枚目に番付を上げた。9月場所を終えた後に「来場所は優勝したい」と語っていたが、有言実行する形でこの場所は7戦全勝の幕下優勝を果たし、先述の内規があるため8場所振りの十両復帰を確実とした。
十両に復帰した2021年1月場所の前には「今年は全場所勝ち越して幕内に上がりたい」と抱負を述べていたが、6勝9敗と負け越して1場所で幕下に陥落した。翌3月場所は場所直前に尾上部屋付きの23代音羽山（元幕内・天鎧鵬）が新型コロナウイルスの検査で陽性となり、自身は結果で陰性だったが濃厚接触の可能性があるとして全休することになった。5月場所では事情が考慮されて番付据え置きの救済措置を受けたが、古傷のある右足首に痛みが出たため再び全休となった。
7月場所、9月場所も足首の状態が思わしくなく全休し、9月場所14日目の9月25日、日本相撲協会に引退届を提出し、受理された。師匠によると「足首の怪我が回復せず、引退を決意した。若いだけに非常に残念」と語った。現在は熊本で治療を続けており、まずは治療に専念するとのこと。
現在は海苔の職についている。

## 人物
- 相撲一家の生まれであり、祖父は九州相撲連盟の会長である[10]。師匠の17代尾上（元小結・濱ノ嶋、本名：濱洲 圭志）は叔父[1]で、追手風部屋所属の竜翔（本名：川上 竜昌）は弟[3]、尾上部屋所属の照寶（本名：濱洲 泉啓）は従弟（17代尾上の長男）である[28]。もう1人の弟も日本大学相撲部に在籍している（2025年7月時点）[29]。
- 本名の竜虎は、大相撲の元小結で、引退後はタレントや俳優として活動した龍虎勢朋に由来する[30]。
- データベースサイト「相撲レファレンス」では2018年頃まで「竜虎 竜虎（りゅうこう りゅうこ）」と誤記されており[31]、『おじゃMAP!!』（フジテレビ、2017年8月23日[32]）やAbemaTVの大相撲中継、さらにAbemaTIMESの記事（現在は訂正済[33]）ではこの誤記を元にした誤った四股名で紹介されてしまった。現在では正しい四股名で記載されているものの、前相撲時の四股名は「川上 竜虎（かわかみ りゅうこ）」と誤記されたままになっている（外部リンク参照）。

## 主な成績

### 通算成績
- 通算成績：104勝66敗35休（28場所）
- 十両成績：10勝20敗（2場所）

### 各段優勝
- 幕下優勝：1回（2020年11月場所）

### 場所別成績
| | 一月場所 初場所（東京） | 三月場所 春場所（大阪） | 五月場所 夏場所（東京） | 七月場所 名古屋場所（愛知） | 九月場所 秋場所（東京）   | 十一月場所 九州場所（福岡） |
| --- | ----------------------- | ----------------------- | ----------------------- | --------------------------- | ------------------------- | --------------------------- |
| 2017年 （平成29年） | （前相撲）              | 西序ノ口15枚目 6–1      | 東序二段31枚目 6–1      | 西三段目66枚目 6–1          | 西三段目11枚目 5–2        | 東幕下50枚目 5–2            |
| 2018年 （平成30年） | 西幕下30枚目 5–2        | 西幕下17枚目 3–4        | 東幕下26枚目 2–5        | 西幕下41枚目 6–1            | 東幕下18枚目 4–3          | 東幕下14枚目 6–1            |
| 2019年 （平成31年 /令和元年） | 西幕下2枚目 4–3         | 西幕下筆頭 3–4          | 東幕下4枚目 6–1         | 西十両12枚目 4–11           | 西幕下3枚目 休場 0–0–7    | 西幕下43枚目 4–3            |
| 2020年 （令和2年） | 西幕下35枚目 6–1        | 西幕下13枚目 5–2        | 感染症拡大 により中止   | 西幕下5枚目 1–6             | 西幕下20枚目 4–3          | 西幕下15枚目 優勝 7–0       |
| 2021年 （令和3年） | 東十両14枚目 6–9        | 西幕下4枚目 休場 0–0–7  | 西幕下4枚目 休場 0–0–7  | 西幕下44枚目 休場 0–0–7     | 西三段目24枚目 引退 0–0–7 | x                           |
| 各欄の数字は、「勝ち-負け-休場」を示す。 優勝 引退 休場 十両 幕下 三賞：敢=敢闘賞、殊=殊勲賞、技=技能賞 その他：★=金星 番付階級：幕内 - 十両 - 幕下 - 三段目 - 序二段 - 序ノ口 幕内序列：横綱 - 大関 - 関脇 - 小結 - 前頭（「#数字」は各位内の序列） |                         |                         |                         |                             |                           |                             |

## 改名歴
- 川上 竜虎（かわかみ りゅうこう）：2017年1月場所
- 竜虎 川上（りゅうこう かわかみ）：2017年3月場所 - 2021年9月場所